# 天主教韶州教区
天主教韶州教区（拉丁語：Dioecesis Sciaoceuvensis）是天主教在中國廣東省北部設立的一個教区，屬於廣東教省。

## 概況
1946年4月11日，聖座在中國設立聖統制，韶州宗座代牧區升格為韶州教區，屬於廣東教省。教區範圍包括廣東省清遠市及韶關市。教座位於廣東省韶關。現時，教區主教處於教座出缺狀態。
1950年，韶州教區有信徒人數為5,199人、23司鐸和29位修女。

## 历史
1920年4月9日，聖座從廣州宗座代牧區劃出原由巴黎外方傳教會管轄廣東省北部的清遠及韶關等縣，成立韶州宗座代牧區，並交由慈幼会會士負責管理，雷鳴道主教出任首任宗座代牧。
1930年2月25日，雷鳴道主教與高惠黎神父乘船前往連州傳教。途中遇上土匪索取過路費，雷主教與高神父試圖反抗保護學生，但不敵土匪而被帶走。雷主教和高神父被單獨帶到附近樹林中被槍殺。1976年，雷鳴道主教獲時任教宗保祿六世確認為殉道者，2000年獲封聖成為中華殉道聖人之一。
1946年4月11日，聖座在中國設立聖統制，韶州宗座代牧區升格為韶州教區，屬於廣東教省，耿其光留任成為韶州教區首任主教，但同年10月便耿主教去世。歐彌格接任成立第二任韶州教區主教。
1949年10月1日，中國共產黨在中國大陸地區建立中華人民共和國，並開始針對天主教進行宗教迫害及打壓，教會已經無法正常功能。1951年，歐彌格主教被中國政府驅逐出境，並經英屬香港返回意大利。其後，所有外籍傳教士先後被中國政府驅逐出境，教區教務由中國籍神父負責。
1962年1月24日，由中國政府控制的中國天主教友愛國會未經時任教宗准許，自選自聖夏學謙為韶州教區正權主教。1966年至1979年的文化大革命期間，教區所有宗教活動停止，中國政府沒收教會財產，而非法主教夏學謙也未能倖免被批鬥迫害至死亡。直至1980年代初，韶州教區續步恢復運作。1994年，韶州教區劃歸廣州總教區代管。

## 歷任主教

### 韶州宗座代牧
- 聖雷鳴道主教, S.D.B.（1920年4月22日-1930年2月25日）：意大利籍，1930年殉道，2000年獲封聖成為中華殉道聖人之一。[3]
- 耿其光主教, S.D.B.（1930年7月24日-1946年4月11日）：意大利籍[4]

### 韶州主教
- 耿其光主教, S.D.B.（1946年4月11日-1946年10月12日）：意大利籍
- 欧弥格主教, S.D.B.（1948年4月9日-1962年10月21日）：意大利籍[5]
- 教座出缺（1962年-現在）
  - 夏學謙神父（1962年1月24日-1970年）：1962年自選自聖，未獲教宗認可。